# Ala-Värttö
Ala-Värttö och Yli-Värttö, eller Värttäjärvet är sjöar i Finland. De ligger i kommunen Kuusamo i landskapet Norra Österbotten, i den nordöstra delen av landet, 700 km norr om huvudstaden Helsingfors. Värttäjärvet ligger 287 meter över havet. Arean är 17,4 hektar och strandlinjen är 2,85 kilometer lång. Sjön  ingår i Kems huvudavrinningsområde. 